# Штиринско језеро
Штиринско језеро је природно језеро на планини Зеленгори, у Националном парку Сутјеска, Република Српска, БиХ. Ово је највеће језеро на планини Зеленгора. Налази се у склопу Националног парка Сутјеска. Језеро је дугачко је око 600 m, широко око 350 m, а највећа дубина му је 4,5 m. Налази се на надморској висини од 1.672 m и удаљено је од Котланичког језера око 1 сат хода. Окружено је врховима: Думош, Тодор (1.949 m) и Осредак (1.828 m). У близини језера налази се 80 стећака.

## Екосистем
У језеру живи језерска златовчица, шаран, поточна пастрмка, и вјештачким путем убачена је калифорниска пастрмка. Дио језера прекрива барска флора.